# كارل أوستن
كارل أوستن (بالإنجليزية: Karl Austin)‏ (7 أغسطس 1961 بستوك أون ترينت في المملكة المتحدة - ) هو لاعب كرة قدم بريطاني في مركز حراسة المرمى. لعب مع بورت فايل وGresley Rovers F.C. ‏.